# Ținutul Wilhelm al II-lea

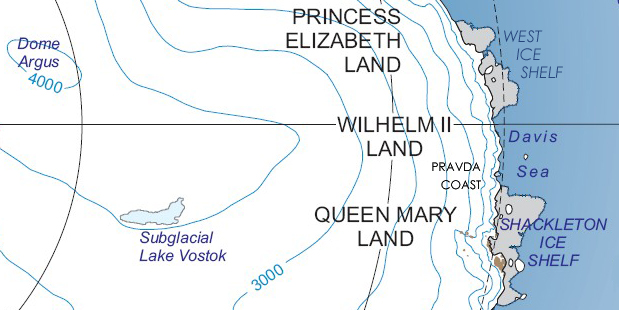
Ținutul Wilhelm al II-lea

Ținutul Wilhelm al II-lea este o parte din Antarctica situată între Capul Penck (87°43'E) și Capul Filchner (91°54'E). Australia îl revendică ca parte din Zona Antarctică Australiană, cu toate că nu toată lumea acceptă asta.

## Istorie

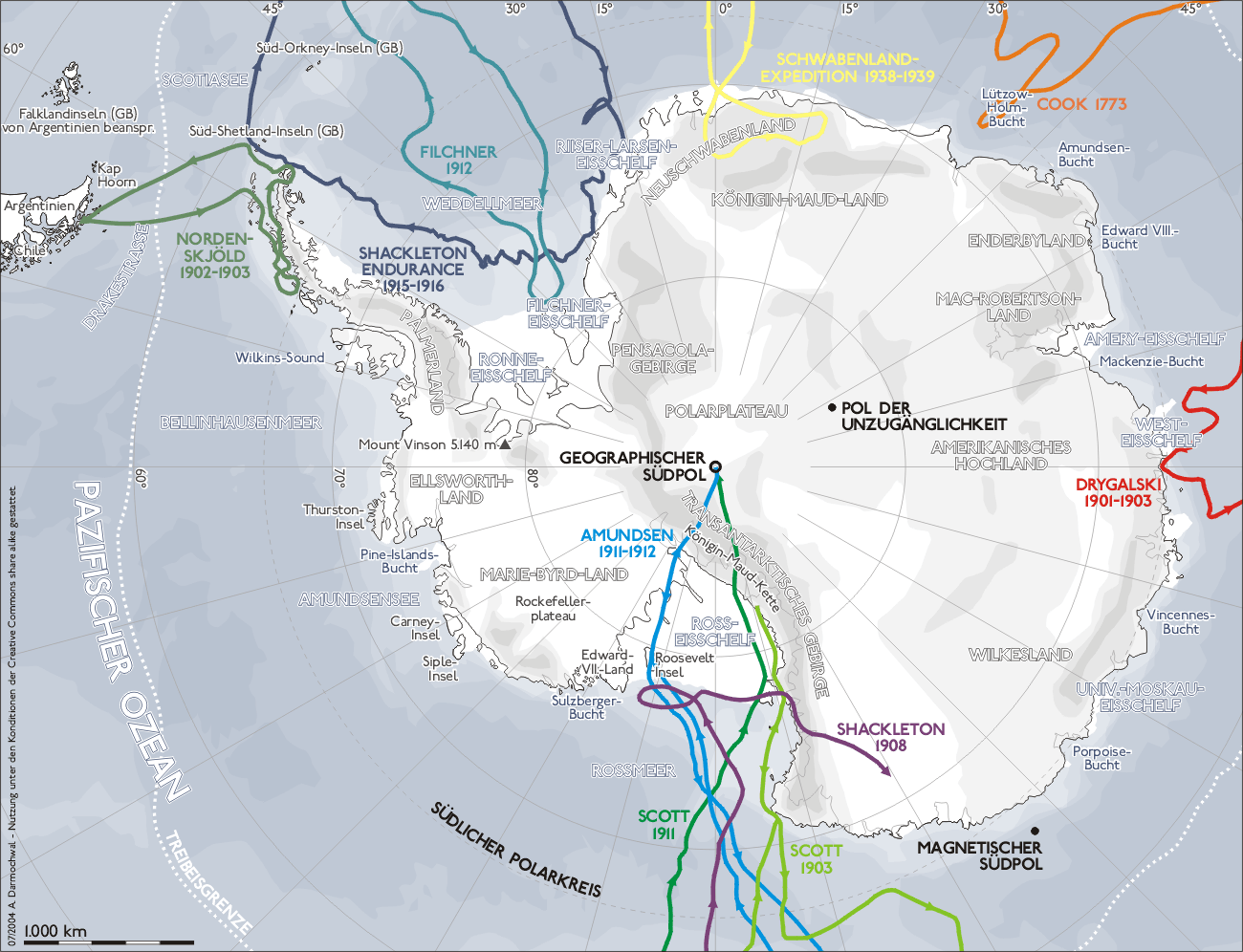
În roșu, ruta lui Drygalski

Zona a fost descoperită pe 22 februarie 1902, în timpul Expediției Gauss (1901-1903), condusă de veteranul și geologul Erich von Drygalski. Drygalski l-a numit după împăratul Wilhelm al II-lea al Germaniei, care a finanțat expediția.
În aceeași expediție a fost găsit și Gaussberg, un vulcan stins, înalt de 370 de metri, numit după matematicianul și fizicianul Carl Friedrich Gauss.
Pe 16 februarie 1958 a fost inaugurată baza de cercetare Sovetskaya, deținută de Uniunea Sovietică. Baza a fost închisă pe 3 ianuarie 1959.